# Antipozitivism
În științele sociale, antipozitivismul (de asemenea, interpretivismul și negativismul) propune că planul social nu poate fi studiat cu metodele științifice de cercetare aplicate la lumea naturală; ancheta socială necesită o altă epistemologie. Din acea perspectivă filozofică, antipozitivismul propune că cercetătorii de științe sociale în primul rând trebuie să fie conștienți de faptul că conceptele, ideile, și limbajul cercetării se conformează percepțiilor lumii sociale în curs de investigare.

## Conceptul
Interpretivismul (anti-pozitivismul) a crescut dintr-o mișcare de cercetători care au început să respingă principiile post-pozitivismului. Pentru teoreticieni interpretativisti, teoriile post-pozitive sunt prea generale; le lipsește capacitatea de a capta nuanță și variabilitatea găsite în interacțiunea umană. Mai degrabă, interpretivistii sunt capabili să extragă sensul din experiențele subiective ale persoanelor fizice care participă în interacțiunea socială. Interpretivistii cred că efectuarea cercetării obiective este un scop de neatins; valorile unui cercetător și convingerile teoretice nu pot fi complet eliminate din orice anchetă. În schimb, multi cercetători interpretativisti abordează construcția teoriilor prin scofundarea lor înșiși în contextul social pe care il studiază; ei folosesc metode cum ar fi interviuri și observație. Inductiv, savantul interpretativist clădește teoria din comunitatea sau grupul de indivizi cu care interacționează într-un anumit context social. Interpretivismul este influențat de cadre filosofice care includ hermeneutica, fenomenologia și interacționismul simbolic.

## Originea
Începând cu Giambattista Vico, în secolul al xviii-lea, și mai târziu cu Montesquieu, studiul istoriei naturale și istoriei umane au fost câmpuri separate de anchetă intelectuală. Istoria naturală nu este sub control uman, întrucât istoria umană este o creație umană. Ca atare, antipositivismul este informat de către o distincție epistemologică între lumea naturală și tărâmul social. Lumea naturală poate fi înțeleasă numai prin caracteristicile sale externe, întrucât planul social poate fi înțeles pe plan extern și intern, și, astfel, poate fi cunoscut.